# Richard C. Hoagland
Richard Charles Hoagland (* 25. April 1945) ist ein US-amerikanischer Autor. Er vertritt Verschwörungstheorien, die NASA betreffend: Leben auf dem Mond und Mars und andere verwandte Themen. In seinen Schriften behauptet er, dass fortgeschrittene Zivilisationen auf dem Mond, Mars und mancher Monde des Jupiter und Saturn existieren oder dies taten. Die NASA und US-Regierung sollen diese Tatsachen verschlossen halten. Seine Ideen veröffentlichte er u. a. in mehreren Büchern.
1997 wurde ihm der Ig-Nobelpreis „für die Identifizierung künstlicher Strukturen auf Mond und Mars, darunter eines menschlichen Gesichts auf dem Mars und 16 Kilometer hoher Gebäude auf dem Mond“, verliehen.

## Bücher
- Richard C. Hoagland: The Monuments of Mars: A City on the Edge of Forever (5. Ausgabe). Frog Books, 2002, ISBN 978-1-58394-054-9 (englisch).
- Richard C. Hoagland, Mike Bara: Dark Mission – The Secret History of NASA. Feral House, 2007, ISBN 978-1-932595-26-0 (englisch).
- Richard C. Hoagland, Mike Bara: Dark Mission – The Secret History of NASA, Revised and Expanded Edition. Feral House, 2009, ISBN 978-1-932595-48-2 (englisch).
- Richard C. Hoagland: New Horizon … for a Lost Horizon, Kapitel in: Grossinger, Richard (Hrsg.): Pluto: New Horizons for a Lost Horizon. North Atlantic Books, 2015, ISBN 978-1-58394-897-2 (englisch).